# منتخب غينيا لكرة السلة للسيدات
منتخب غينيا لكرة السلة للسيدات (بالفرنسية: Équipe de Guinée de basket-ball féminin) هو ممثل غينيا الرسمي في المنافسات الدولية في كرة السلة للسيدات.